# Andrei Socaci
Andrei Socaci (né le 19 juin 1966 à Sântimbru (Roumanie)) est un haltérophile roumain.
Il obtient la médaille d'argent olympique en 1984 à Los Angeles en moins de 67.5 kg. Double vice-champion du monde en 1984 et 1990 et double médaillé de bronze mondial en 1985 et 1986, Socaci est aussi champion d'Europe en 1991. Au niveau européen, il remporte aussi trois médailles d'argent en 1987, 1988 et 1993 ainsi que deux médailles de bronze en 1985 et 1990.